# Tales of a Librarian
Tales of Librarian è la seconda compilation della cantautrice statunitense Tori Amos, pubblicato il 17 novembre 2003. La sua ex etichetta discografica, la Atlantic Records, le diede la possibilità di essere coinvolta maggiormente nel progetto, così la Amos scelse di assumere un ruolo centrale nella produzione dell'album.

La raccolta contiene molti dei brani preferiti dell'artista, due inediti (Angels e Snow Cherries from France), e due b-side.

## Background
La Amos ha definito questo lavoro un'autobiografia sonica - ha anche aggiunto - l'idea è venuta quando, parlando con un gruppo di amici, venne fuori il discorso di come sarebbe stato bello avere un resoconto femminile degli ultimi giorni di Roma, della fine dell'impero romano. Mi sarebbe veramente piaciuto ascoltare cosa avrebbe scritto una cantautrice donna, se avessero raccontato quel tempo, quella società, cosa pensasse la gente da un punto di vista femminile.

## Tracce
CD
Testi e musiche di Tori Amos.
1. Precious Things – 4:29
2. Angels – 4:27
3. Silent All This Years – 4:10
4. Cornflake Girl – 5:05
5. Mary – 4:42
6. God – 3:54
7. Winter – 5:43
8. Spark – 4:13
9. Way Down – 1:50
10. Professional Widow(Armand's Star Trunk Funkin' Mix) – 3:48
11. Mr. Zebra – 1:05
12. Crucify – 5:00
13. Me and a Gun – 3:43
14. Bliss – 3:35
15. Playboy Mommy – 4:06
16. Baker Baker – 3:12
17. Tear in Your Hand – 4:38
18. Sweet Dreams – 3:39
19. Jackie's Strength – 4:25
20. Snow Cherries from France – 2:56

Durata totale: 78:40
DVD
1. Pretty Good Year – 3:47 – Live al Welcome to Sunny Florida
2. Honey – 4:00 – Live al Welcome to Sunny Florida
3. Northern Lad – 4:27 – Live al Welcome to Sunny Florida
4. Putting the Damage On (Remix) – 5:08
5. Mr. Zebra – 1:05
6. Putting the Damage On – 5:08

## Classifiche
| Paese            | Posizione massima |
| ---------------- | ----------------- |
| Austria          | 72                |
| Belgio (Fiandre) | 34                |
| Paesi Bassi      | 93                |
| Regno Unito      | 74                |
| Stati Uniti      | 40                |